# Amsterdamse Nieuwbouwprijs

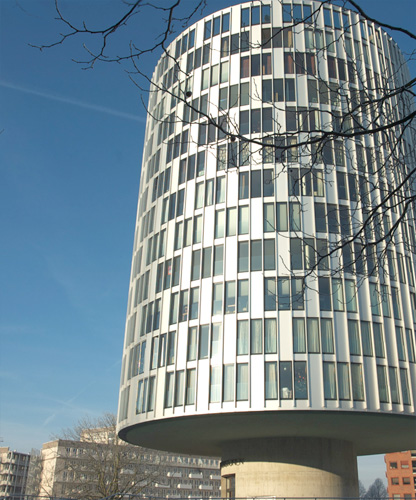
De Schutterstoren kreeg de prijs toegekend in 2008

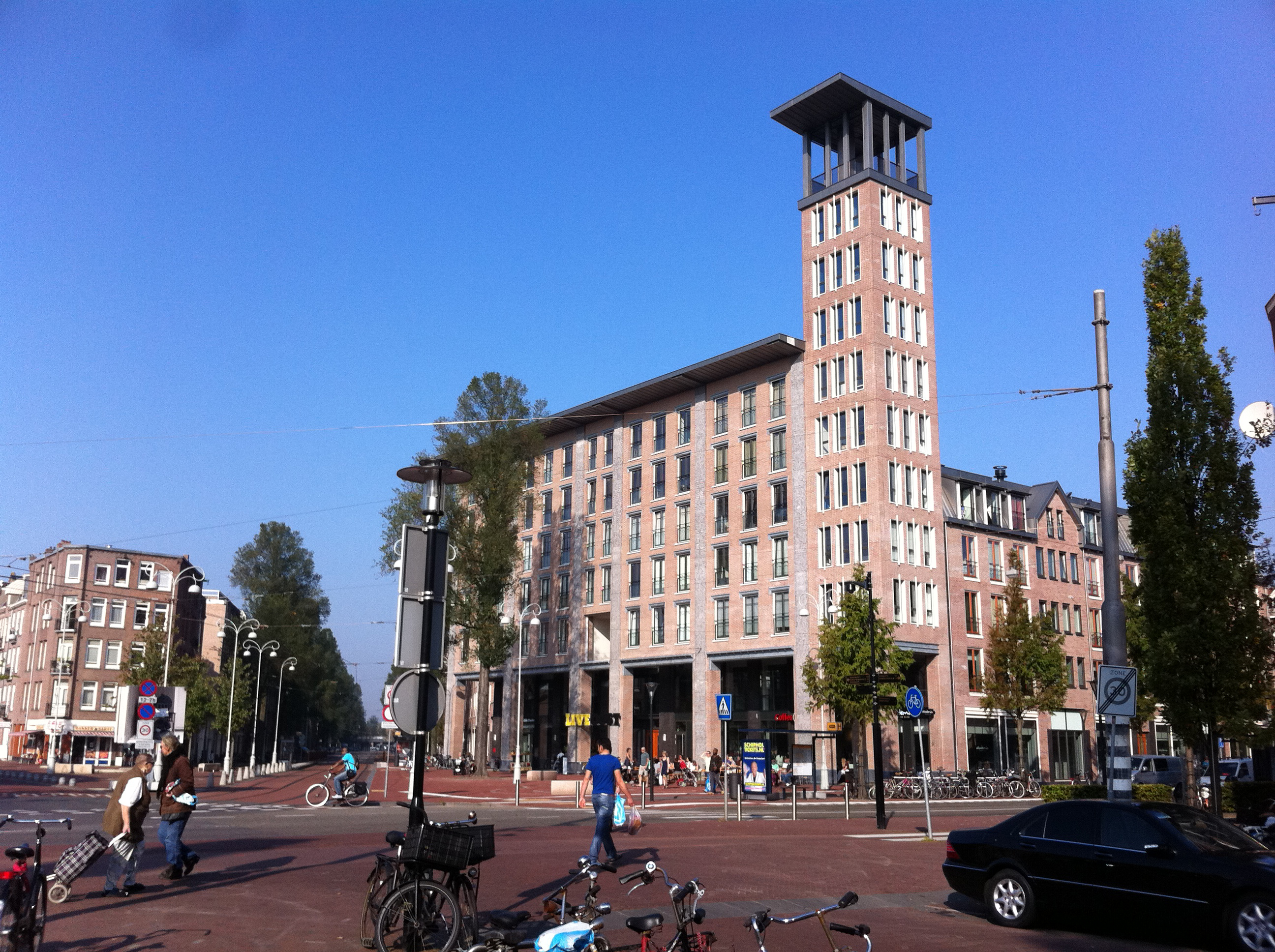
De Borneohof, winnaar in 2012

De Amsterdamse Nieuwbouwprijs wordt jaarlijks uitgereikt aan een in het voorgaande jaar gerealiseerd nieuwbouwproject in Amsterdam. De winnaar wordt gekozen via een publieke stemming op de website van de Nieuwbouwprijs.
De prijs is een initiatief van het ontwikkelingsbedrijf van de gemeente Amsterdam, de Amsterdamse Federatie van Woningcorporaties en de plaatselijke media Het Parool en AT5. De prijs wordt uitgereikt door de Amsterdamse burgemeester of de wethouder van ruimtelijke ordening. Op het winnende pand wordt een geëmailleerd bord aangebracht in de vorm van het beeldmerk van de Amsterdamse Nieuwbouwprijs.
In aanmerking komen alle opgeleverde  woonprojecten die het Ontwikkelingsbedrijf Gemeente Amsterdam in samenwerking met de architecten en opdrachtgevers heeft gedocumenteerd in het projectenboek uit de periode van augustus twee jaar terug tot augustus van het vorige jaar. De bewoners van deze projecten geven een rapportcijfer aan hun woning, het gehele wooncomplex en de woonomgeving. Uit de twintig projecten met het hoogste cijfer kiest vervolgens een jury tien projecten die doorgaan naar de eindronde. Deze ronde bestaat uit een publieke stemming op de website van de Nieuwbouwprijs.

De plaatselijke televisiezender AT5, een van de initiatiefnemers van de prijs, zendt een serie rapportages uit over de panden die de eindronde halen. Ook Het Parool, een andere initiatiefnemer, belicht de verschillende panden die de finale halen. De prijsuitreiking wordt rechtstreeks op AT5 uitgezonden.

## Winnaars
| Jaar | Project                        | Locatie                 |
| ---- | ------------------------------ | ----------------------- |
| 2024 | De Warren                      | Centrumeiland           |
| 2023 | Valley                         | Zuidas                  |
| 2022 | Spaarndammerhart               | Spaarndammerbuurt       |
| 2021 | Mi Oso                         | Amsterdam-Zuidoost      |
| 2020 | Eerste Oosterparkstraat 88-126 | Eerste Oosterparkstraat |
| 2019 | Het Schip                      | Spaarndammerbuurt       |
| 2018 | Van der Pekbuurt               | Amsterdam-Noord         |
| 2017 | Emerald                        | Amsterdam-Zuidoost      |
| 2016 | Villa Mokum                    | Overamstel              |
| 2014 | Kraaipanschool                 | Transvaalbuurt          |
| 2013 | Hof van Eland                  | Jordaan                 |
| 2012 | Borneohof                      | Indische buurt          |
| 2011 | Verdana                        | Het Funen               |
| 2010 | Crystal Court                  | Buitenveldert           |
| 2009 | Haveneiland Oost Blok 51A      | IJburg                  |
| 2008 | Schutterstoren                 | Osdorp                  |
| 2007 | De Monnik                      | De Wallen               |

## Gerelateerde prijzen
Naast de Amsterdamse Nieuwbouwprijs is er ook een Amsterdamse Architectuur Prijs van ARCAM voor een in het voorgaande jaar gerealiseerd project in Amsterdam, de Zuiderkerkprijs, de door een jury gekozen beste woonproject in Amsterdam dat het jaar daarvoor is opgeleverd, en de Geurt Brinkgreveprijs voor het beste restauratieproject.